# Nos cœurs à la fenêtre
Singles de Lara Fabian
C'est l'heure
(2020)
Nos cœurs à la fenêtre est un single de la chanteuse belgo-canadienne Lara Fabian sorti pendant la période de pandémie de Covid-19 et dont les bénéfices sont versés à part égales aux soignants de Belgique, du Canada, de France et d'Italie.

## Composition
La chanson utilise la Danse hongroise nº 5 et les chœurs de la chanson sont constitués de Moh Denebi, Fabian, son mari et sa fille.

## Clip vidéo
Le clip vidéo associé à Nos cœurs à la fenêtre est mis en ligne sur YouTube le 10 avril à 10h et se veut collaboratif. Pour cela, Lara Fabian a appelé des amis, des connaissances et sollicité ses fans en leur demandant de se filmer en train d'applaudir aux fenêtres. La chanteuse reçoit en retour près de 1000 vidéos en 48 heures. Le clip est ensuite monté par un ami de la belgo-canadienne avec des images de villes vides. On peut ainsi y apercevoir la Tour Eiffel, le Colisée ou encore la Grand-Place de Bruxelles. Plusieurs célébrités des deux côtés de l'Atlantique apparaissent dans le clip : Véronic DiCaire, Véronique Cloutier, Guylaine Tremblay, Franck Dubosc, Michel Drucker, Charles Lafortune, Stéphane Rousseau, Gary Dourdan, Patrick Sébastien, Cyril Hanouna ou Eva Longoria,.
Le clip est vu plus d'un demi-million de fois comme le relève Europe 1 à la date du 22 avril.
Parallèlement, la chanteuse lance un appel le 9 avril aux auditeurs et téléspectateurs de Belges à domicile sur Bel RTL et sur RTL TVI pour une seconde version du clip diffusée dans la même émission le 16.

## Versions
| 1. | Nos cœurs à la fenêtre | 3:57 |

## Classements hebdomadaires
| Classement (2020)                       | Meilleure position |
| --------------------------------------- | ------------------ |
| Belgique (Wallonie Ultratop 50 Airplay) | 39                 |
| Belgique (Wallonie Ultratop 50 Singles) | 16                 |
| Canada (Digital Songs)                  | 47                 |
| France (Digital Songs)                  | 3                  |